# 김주수
김주수(金疇洙, 1928년 5월 15일~2021년 12월 19일)는 대한민국의 법학자이다.
김주수는 1928년에 평안남도 성천에서 출생하였다. 경희대학교, 성균관대학교, 연세대학교 등에서 법학대학 교수로서 재직하였고 연세대학교 법과대학 학장을 역임하기도 하였다.
김주수는 호주제 폐지를 주장하였고 1970년대에 가족법 개정의 논리를 제공하였으며 이후 '대한민국 민법학계의 거두'라고 일컬어졌다. 1958년, 호주제를 담은 민법이 제정될 당시 정부 초안을 본 후부터 가족법학자의 길을 걷게 됐다. 호주제 폐지를 주장하다 재직중이던 성균관대학교에서 거의 쫓겨나다시피 연세대학교로 옮겼던 사건이 유명하다. 1989년에 국회에서 통과된 친권과 상속분에서의 남녀평등을 골자로 한 가족법 개정안은 김주수가 틀을 잡은 것이다. 법학에 성평등 철학을 견지해온 김주수의 사상적 토대는 1945년 해방 당시 대학에 입학하면서 접한 베벨의 《여성과 사회주의》의 영향이 컸다.
2005년 3월 2일, 국회 본회의에서 호주제 폐지를 뼈대로 한 민법 개정안이 통과됐다. 부자지간인 김주수와 김상용(중앙대학교 법학전문대학원 교수)은 이어 호주제 폐지의 정당성을 학문적으로 증명했는데, 김주수는 1957년에 호주제 폐지를 주장하는 논문을 최초로 발표했고, 이태영 변호사와 함께 민법 개정에 앞장섰으며, 아들 김상용은 법무부 가족법개정특별분과위원회 위원과 여성부 정책자문위원을 맡아 민법 개정안을 손질했다.

## 학력
- 1941년~1946년: 경성사범학교
- 1946년~1953년: 서울대학교 법학 학사
- 1953년~1956년: 서울대학교대학원 민사법 석사
- 1970년: 경희대학교대학원 민법 박사

## 경력
- 1981년~1987년: 한국가족법학회 회장
- 1981년: 법제처 정책자문위원
- 1993년: 정년퇴직후, 경희대학교 법학부 법학전공 객원교수
- 1995년: 국무총리실 산하 여성정책심의위원회 제6대 민간위원
- 연세대학교 법과대학 명예교수
- 가족법개정위원회 위원장

## 상훈
- 1971년: 제3회 한국법률문화상
- 1993년: 국민훈장 목련장

## 저서
- <친족, 상속법>, <민법총칙>, <신혼인법 연구>, <가족관계학> 외 다수
- 논문 <가족법 개정에 관한 연구>

## 가족 관계
- 자녀: 김성연, 김상종, 김상용

## 공저
- 김주수·김상용. 《가족법 친족 상속법》. 법문사. 2011년. ISBN 9788918084084
- 김주수·김상용. 《민법총칙》. 삼영사. 2011년. ISBN 9788944502347